# Casa De Graeff
La Casa de los De Graeff, también conocidos como Graeff, (De) Graef, Graaff o De Graeff van Polsbroek, es una familia noble y patricia en Ámsterdam (Holanda) desde la hegemonía neerlandesa del siglo XVII la Siglo de Oro neerlandés. 

## Historia
La familia De Graeff desciende de la familia austriaca Von Graben. Wolfgang von Graben († 1521), que tuvo a Peter von Graben aka Pieter Graeff (~* 1450/60) como hijo, es considerado el padre del linaje. La familia estuvo representada por sus descendientes en el gobierno de Ámsterdam. El nieto de Pieter, Dirk Jansz Graeff (1532-1589), fue el primer alcalde de la ciudad.

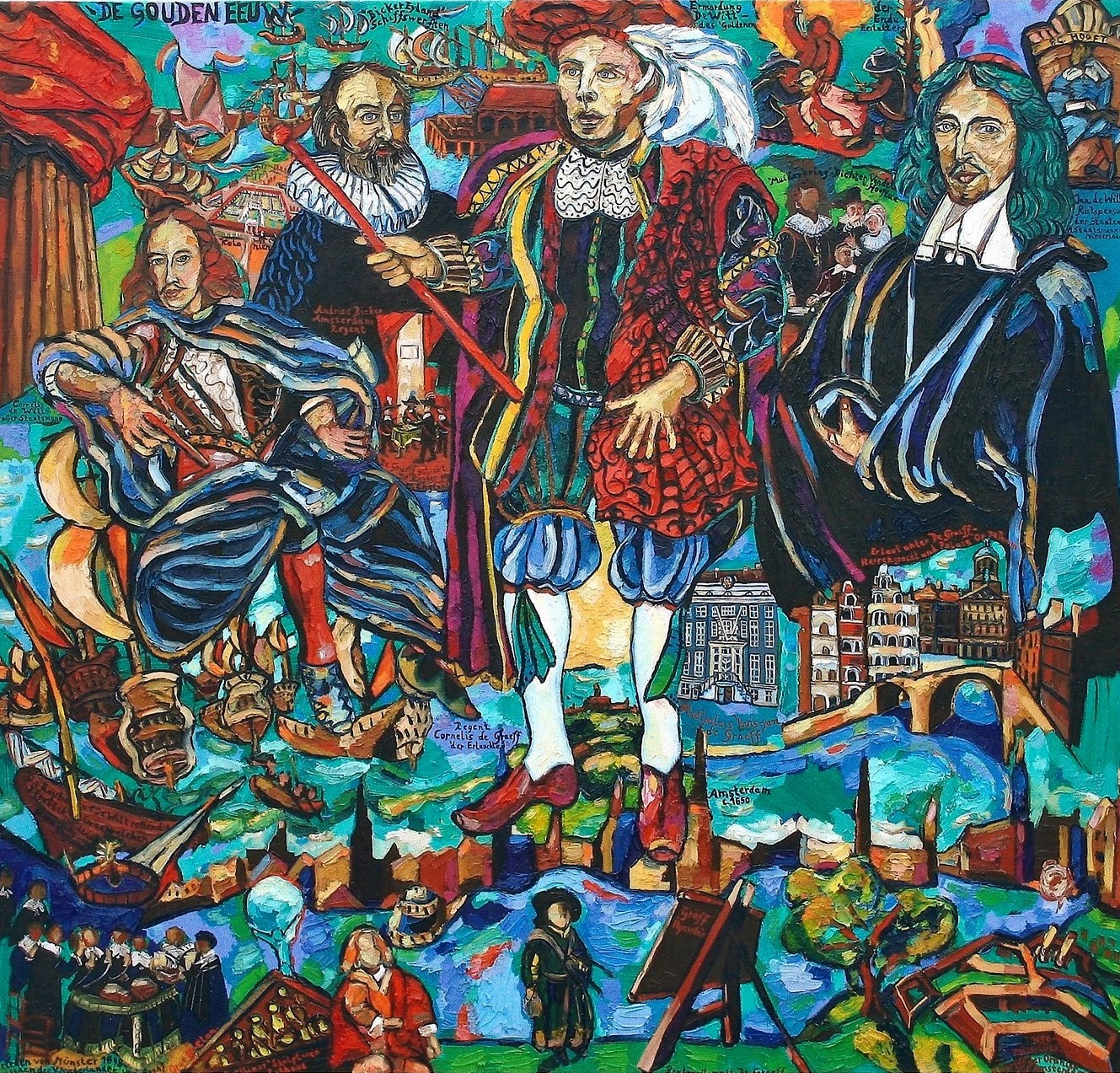
Pintura histórica "De Gouden eeuw" sobre la familia De Graeff en el Siglo de Oro neerlandês. Los protagonistas se muestran en torno a Cornelis de Graeff (centro) y sus familiares Johan de Witt (derecha), Cornelis de Witt (Izquierda) y Andries Bicker (segundo desde la izquierda), así como algunos acontecimientos notables de esa época. (pintura de Matthias Laurenz Gräff, 2007)

Durante el Siglo de Oro neerlandés (siglo XVII), formaron parte de los más grandes regentes terratenientes de las Provincias Unidas de los Países Bajos. La familia De Graeff era una de las más importantes, poderosas y ricas de Ámsterdam (Holanda). En Jacob Dircksz de Graeff y sus hijos Cornelis de Graeff y Andries de Graeff, la familia tenía tres personalidades destacadas de esta época. A los gobernantes de Ámsterdam les gustaba imitar a sus famosos antecesores romanos. Un ejemplo de ello es que uno de los alcaldes quiso que le retrataran con el brazo en un faldón de la toga, un posado típico de los cónsules romanos. En aquel tiempo, aproximadamente unas diez familias formaban la cúspide social de la burguesía de Ámsterdam. La Casa De Graeff, asimismo, tenía pretensiones de nobleza: sus miembros adquirían castillos, casas de campo y tierras con los títulos y los derechos correspondientes, además de encargar árboles genealógicos impresionantes. 
La familia se destacó por su mecenazgo con importantes artistas de la época, entre los que sobresalen Rembrandt van Rijn, Gerard ter Borch, Jacob Jordaens, Artus Quellinus, Gérard de Lairesse, Jan Lievens, Jurriaen Ovens, Joost van den Vondel o Jan Vos. También se ocuparon de encargar ocho pinturas de Govert Flinck para decorar el ayuntamiento. En 1671/72, De Lairesse pintó los tres cuadros del techo “Triomf der Vrede” (Triunfo de la paz) para Andries de Graeff (1611-1678), con las partes de izquierda a derecha: unidad, libertad, seguridad. De Lairesse pintó estos tres cuadros del techo para el regente y alcalde de Ámsterdam, De Graeff. Las pinturas transmitían un mensaje claro: la “verdadera libertad” (Ware Vrijheid) de la República sólo estaba protegida por los gobernantes republicanos de Ámsterdam. Las pinturas de Triomf der Vrede glorifican el papel de la familia De Graeff como protectores del Estado republicano, defensores de la “verdadera libertad” (ware Vrijheid). Fue también una declaración de resistencia y contra el retorno político de la Casa de Orange-Nassau como gobernadores. Después de que Guillermo III asumiera el cargo de gobernador de Rampjaar en 1672. Tras la entrega, Andries de Graeff y sus dos sobrinos Pieter (1638-1707) y Jacob de Graeff (1642-1690) perdieron todos los cargos políticos.
La línea de Amsterdam poseía los Altos y Libres Dominios de Zuid-Polsbroek, Purmerland e Ilpendam, así como Jaarsveld. Fue aceptada en la nueva nobleza holandesa en 1885. También hay líneas en Sudáfrica y en países de habla alemana, Prusia
 y Austria (línea ilegítima).

### Miembros importantes

#### Línea de Ámsterdam
- Lenaert Jansz de Graeff (1525/30-antes de 1578), líder de las Mendigos del mar
- Dirk Jansz Graeff (1532-1589), alcalde de Ámsterdam, asesor y amigo de Guillermo de Orange[12]
- Jacob Dircksz de Graeff (1569/71-1638), regente y alcalde de Ámsterdam
- Cornelis de Graeff (1599-1664), regente y alcalde de Ámsterdam, diplomático y político de los Países Bajos, presidente de Compañía Holandesa de las Indias Orientales
- Andries de Graeff (1611-1678), regente y alcalde de Ámsterdam, diplomático y político de los Países Bajos
- Pieter de Graeff (1638-1707), regente de Ámsterdam, Presidente de la Compañía Holandesa de las Indias Orientales
- Gerrit de Graeff (1711-1752), regente de Ámsterdam, Presidente de la Compañía Holandesa de las Indias Orientales y Compañía Neerlandesa de las Indias Occidentales
- Dirk de Graeff van Polsbroek (1833-1916), diplomático de las Países Bajos
- Andries Cornelis Dirk de Graeff (1872-1958), diplomático y político de los Países Bajos

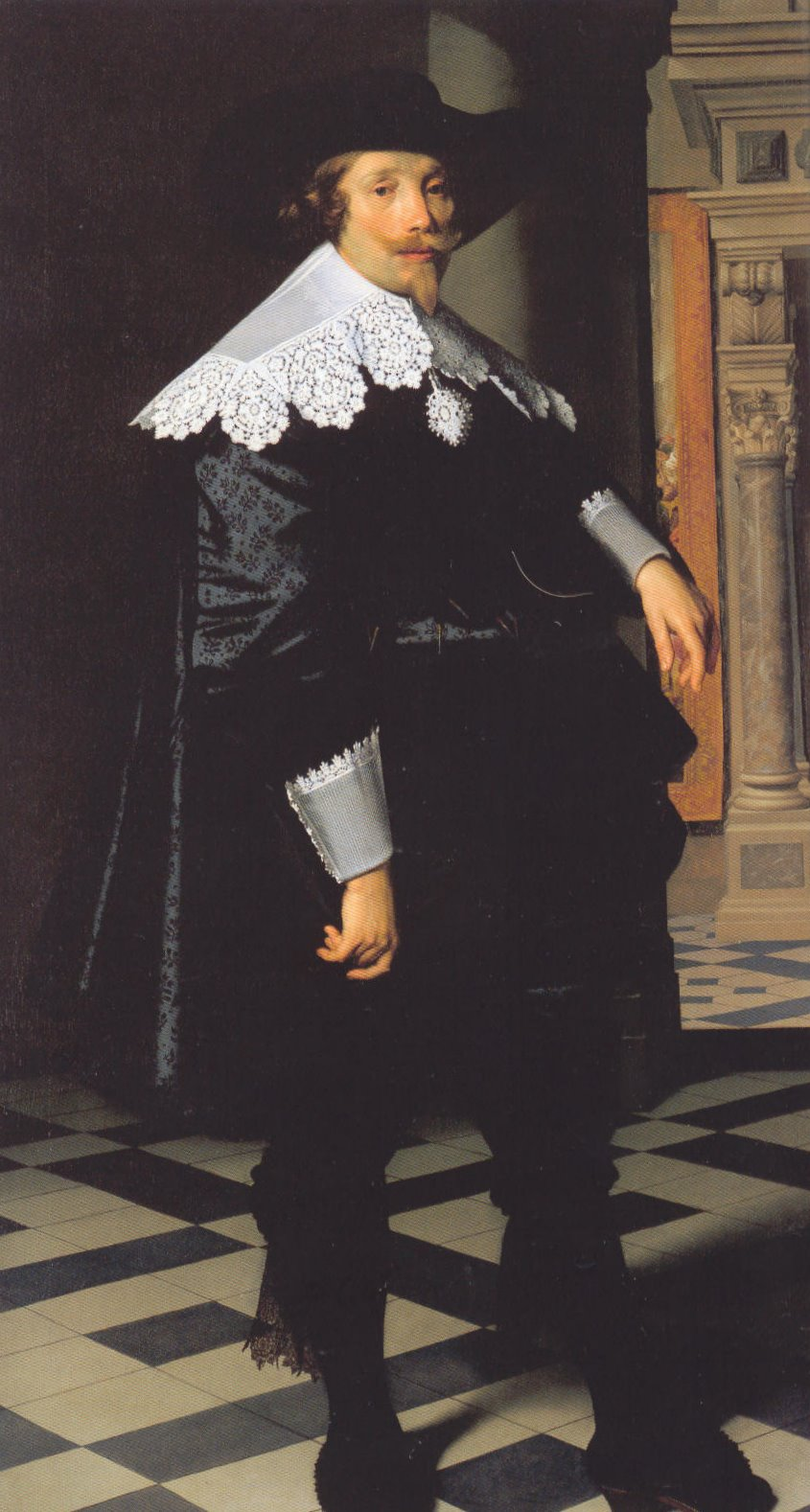
Cornelis de Graeff (1599-1664)
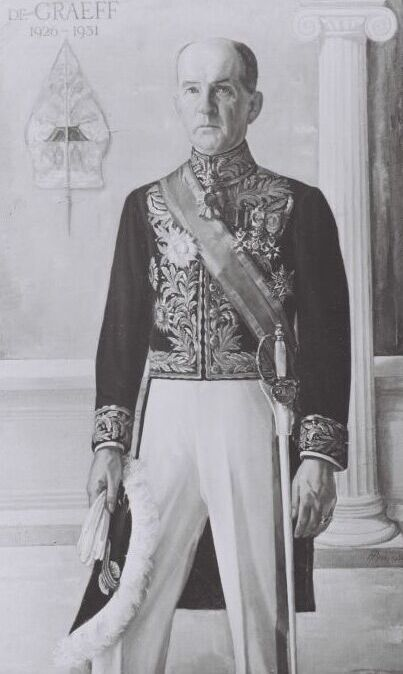
Andries Cornelis Dirk de Graeff (1872-1958)
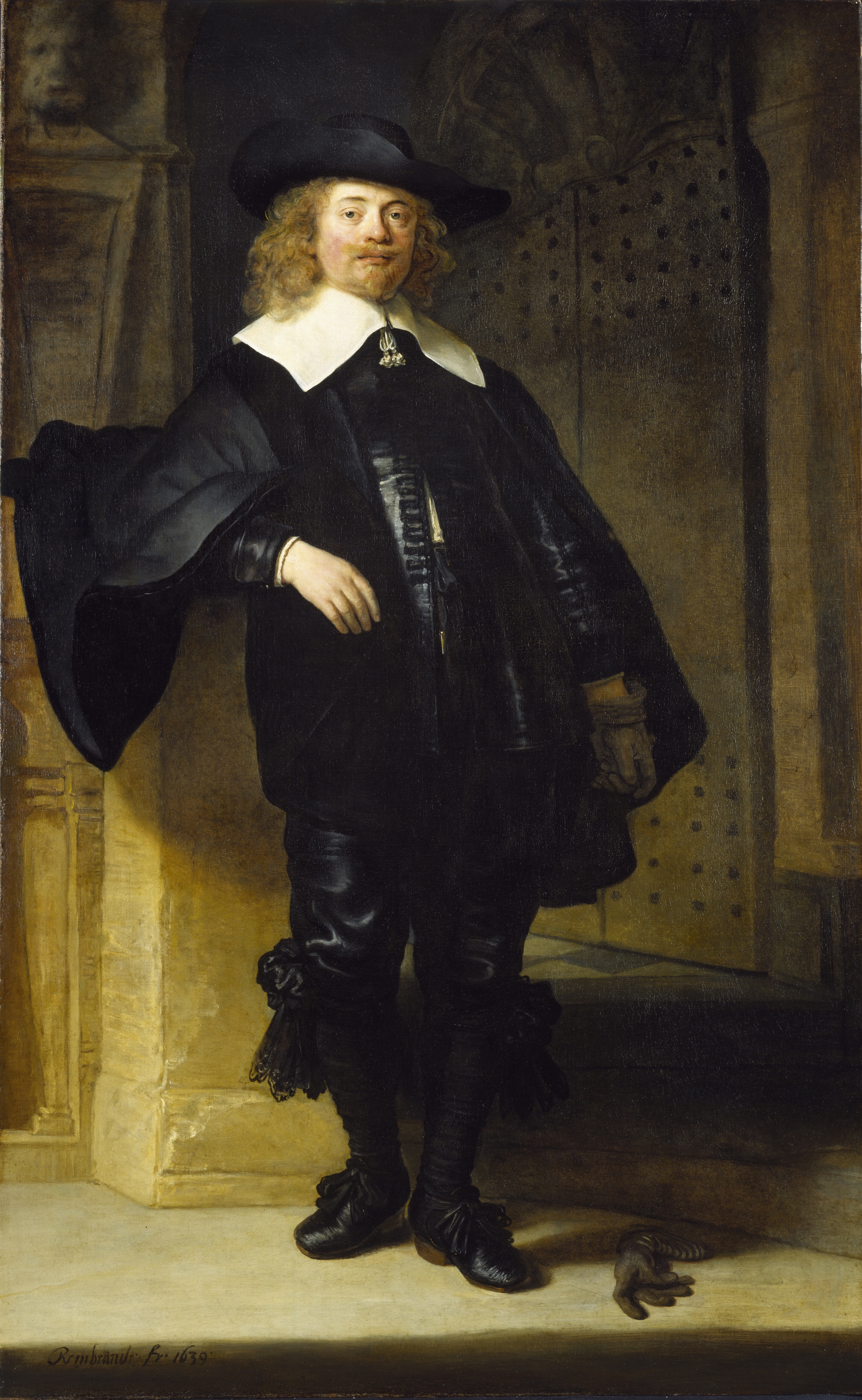
Andries de Graeff (1611-1678)

#### Línea prusiana
- Gérard Hendrik Reinardus de Graaff (1853-1917), general de división prusiano
- Henri (Heinrich) de Graaff (1857-1924), teniente general prusiano en la Primera Guerra Mundial

#### Línea de Alblasserdam
- Albert Claesz de Graeff (* ~1620), contraalmirante holandês (Schout bij Nacht)

#### Línea austriaca (ilegítima)
- Helmuth Gräff (n. 1958), pintor académico
- Matthias Laurenz Gräff (n. 1984), pintor académico, político

## Asociación familiar
La Asociación familiar mundialmente activa "Familienverband Gräff-Graeff e.V." se fundó en 2013 como una asociación registrada en Austria. La asociación familiar sirve para la comunicación, la investigación y la unión de las familias Graeff, probablemente descendientes naturales del noble austriaco Wolfgang von Graben. Il presidente es Matthias Laurenz Gräff de Austria. No debe confundirse la presidencia y administración de la asociación familiar con la función de jefe de toda la familia y de sus diversas ramas.
| Presidente                      | Escudo de armas | Estado  | Fecha de inicio | Fecha final |
| ------------------------------- | --------------- | ------- | --------------- | ----------- |
| Matthias Laurenz Gräff (* 1984) |                 | Austria | 2013            | /           |